# 한국관광고등학교
한국관광고등학교(韓國觀光高等學校)는 대한민국 경기도 평택시 고덕면 당현리에 위치한 사립 고등학교이다.

## 학교 연혁
- 1962년 7월 9일 : 은실 농예학원 설립인가
- 1963년 2월 28일 : 은실 농업기술 학교인가
- 1967년 9월 9일 : 학교법인 삼공학원 설립인가
- 1999년 9월 30일 : 한국관광고등학교 설립인가
- 2000년 2월 25일 : 기숙사 비전관 준공(112명 수용)
- 2000년 3월 2일 : 한국관광고등학교 개교(제1회 입학 90명)
- 2000년 10월 15일 : 기숙사 창조관 준공(88명 수용)
- 2001년 6월 30일 : 3개과(관광영어통역과, 관광일본어통역과, 관광중국어통역과) 편성인가
- 2002년 2월 28일 : 기숙사 드림관 준공(기숙사 80명 수용 교실 5개)
- 2004년 10월 30일 : 종합관광실습실 증축(다목적실)
- 2006년 12월 20일 : 실습동 근황관 준공(4층)
- 2009년 9월 1일 : 학교 도서관 증축 개원
- 2011년 9월 1일 : 제2대 김남희 교장 취임
- 2015년 8월 25일 : 자율학교 운영 재지정
- 2019년 3월 4일 : 제20회 입학식(관광영어통역과 28명, 관광일본어통역과 29명, 관광중국어통역과 28명)
- 2021년 1월 7일 : 한국관광고등학교 제19회 졸업식(80명, 총 1,538명 졸업)

## 설치 학과
- 관광영어통역과
- 관광일본어통역과
- 관광중국어통역과

## 참고 자료
- 한국관광고등학교 - 한국교육학술정보원 학교알리미